# Pedro Perlaza
Pedro Pablo Perlaza Caicedo (Esmeraldas, 3 febbraio 1991) è un calciatore ecuadoriano, difensore del Mushuc Runa.

## Biografia
Il 4 dicembre 2024, dopo aver assistito ad una partita insieme all'amico Juan Carlos Morales, viene rapito nel cantone di Esmeraldas da un gruppo di criminali, probabilmente legati al narcotraffico.

## Palmarès

### Club

#### Competizioni nazionali
- Primera Categoría Serie B: 1

Macará: 2016
- Campionato ecuadoriano: 2

Delfín: 2019
Aucas: 2022
- Supercoppa ecuadoriana: 2

LDU Quito: 2020, 2021